# At-Tawama
At-Tawama (arab. التوامة) – wieś w Syrii, w muhafazie Aleppo. W 2004 roku liczyła 1829 mieszkańców.